# Sakurai Shōzō

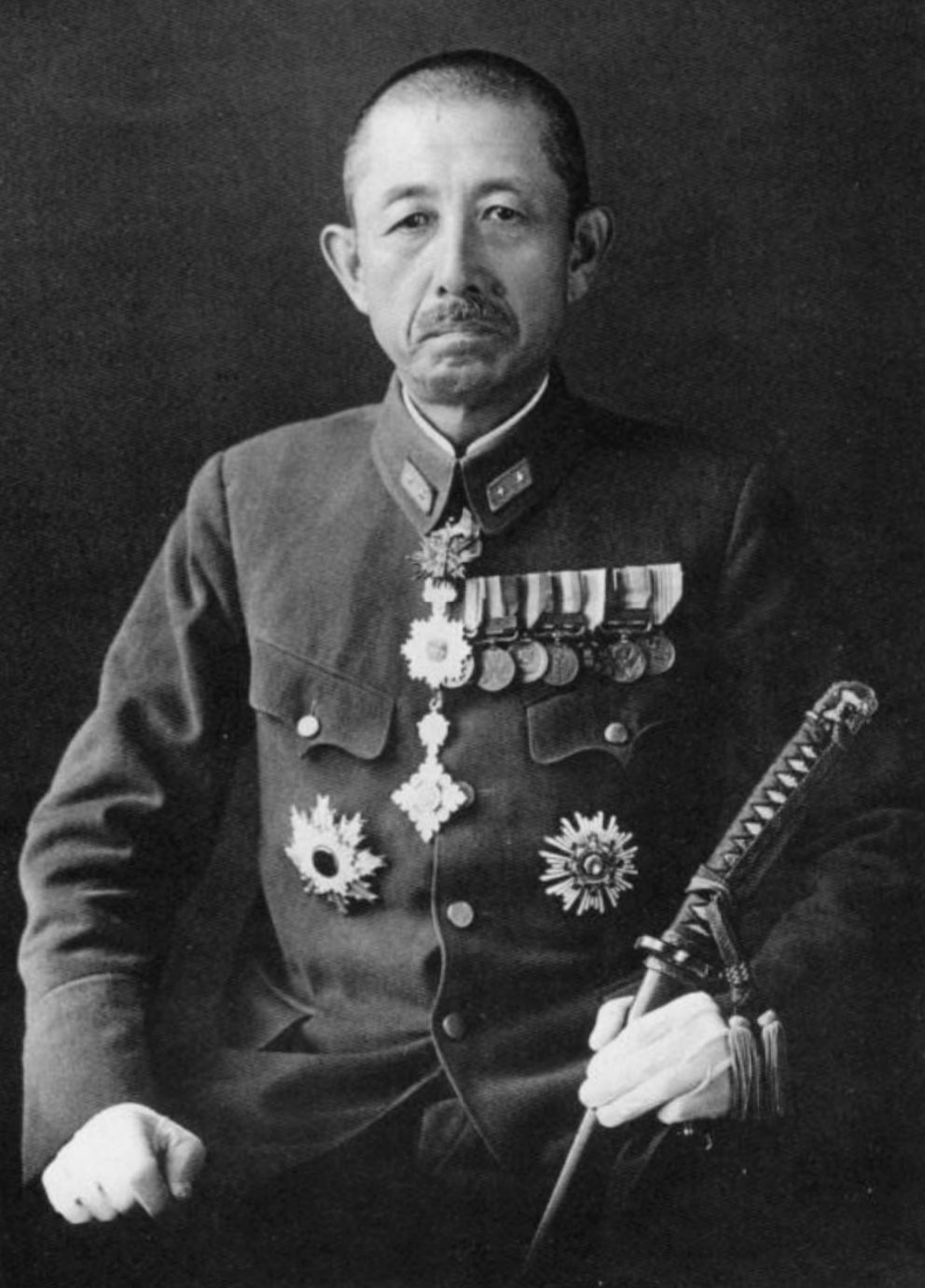
Generalleutnant Sakurai Shōzō

Sakurai Shōzō (桜井 省三; * 27. Juni 1889; † 7. Juli 1985) war ein Generalleutnant in der Kaiserlich Japanischen Armee während des Zweiten Japanisch-Chinesischen Krieges und im Zweiten Weltkrieg.

## Biographie
Sakurai wurde in Nagoya in der Präfektur Aichi geboren, aber in Hagi in Yamaguchi familienregistriert. Nachdem er die Mittelschule Nr. 1 Aichi (Aichi dai-ichi chūgakkō) und die regionale Armeeschule in Nagoya besucht hatte, absolvierte er die Heeresoffizierschule, die er im Mai 1911 abschloss. Im Dezember desselben Jahres wurde er zum Leutnant befördert, dem 53. Infanterieregiment in Nara zugeteilt und war auch im Generalstab des Heeres tätig. Nach seiner Arbeit im Generalstab schloss er im November 1919 die Heereshochschule mit Auszeichnung ab, wurde danach Stabschef der Logistikabteilung und dann als Militärattaché nach Frankreich versetzt. Er wurde Stabschef für Logistik im 41. Infanterieregiment. Am 1. August 1930 wurde er zum Oberstleutnant befördert und nahm kurz darauf eine Tätigkeit als Lehrer an der Heereshochschule auf.
Am 1. August 1934 wurde er zum Oberst befördert und bekam ein Kommando im 77. Infanterieregiment. Zwei Jahre später wechselte er in das 'Untersuchungsamt des Kabinetts' (naikaku chōsakyoku, ein Vorläufer des Kikakuin). Am 1. Dezember 1937 wurde er ins 1. Transporthauptquartier versetzt und drei Monate später, nachdem er zum Generalmajor befördert worden war, Inspekteur der Zentralchinesischen Hafeneinrichtungen. Mit dem Fortschreiten des Zweiten Japanisch-Chinesischen Krieges übernahm Sakurai am 15. Juli 1938 die Infanteriegruppe der 22. Infanteriedivision. Diese Division war aus wenig ausgebildeten Reservisten zusammengestellt worden und der Regionalarmee Zentralchina zugeteilt. Sie nahm an der Schlacht um Wuhan teil, aber ihre Hauptaufgabe war es, die Garnison für den Bereich um Hangzhou zu sein. Ab Mai 1939 gehörte er zum Stab der Zentralchinesischen Expeditionsarmee und wurde im September 1938 Chef des Stabes der 13. Japanischen Armee. Diese Armee war in Shanghai und den umliegenden Provinzen hauptsächlich als Garnisonstruppe zur Aufrechterhaltung der öffentlichen Ordnung sowie, gemeinsam mit den Kollaborationskräften der Marionettenregierung unter Wang Jingwei. zur Bekämpfung von möglichen Aufständen stationiert. Im Dezember 1940 wurde er zum Generalleutnant befördert.
1941 wurde Sakurai zum Kommandeur der 33. Infanteriedivision, die unter dem Oberbefehl der 11. Japanische Armee in China stand und nahm an der Invasion von Siam und Burma im Burmafeldzug teil und war dafür in Arakan stationiert. Ab dem 11. März 1943 leitete er die Abteilung für 'Gepanzerte Kriegführung' im Heeresministerium und wurde am 7. Januar 1944 zum Kommandeur der 28. Armee ernannt, die ursprünglich für die Verteidigung der Südwestküste Burmas verantwortlich war. Trotzdem marschierte seine Armee während der Operation Ha-gō in Bengalen ein, um die Britisch-Indische Armee von Imphal abzuziehen und die japanischen Armeen bei der Operation U-gō zu unterstützen.
Nachdem die Operation U-gō unter schweren Verlusten gescheitert war und auch die 28. Armee schwere Verluste erlitten hatte, zog Sakurai sich zurück. Am 20. Juli 1945 war er bis Moulmein zurückgewichen, einem Ort, den er bis zum Kriegsende hielt.
Nach Kriegsende verbrachte er zwei Jahre mit seinen Soldaten in einem Gefangenenlager in Burma und verweigerte die Rückführung, bis der letzte seiner Männer abreisen konnte. Im Juni 1947 kehrte er schließlich nach Japan zurück. Er starb im Alter von 96 Jahren in Tokio und ist auf dem Friedhof Tama in Fuchū, Tokio begraben.